# Arsenie Todiraș

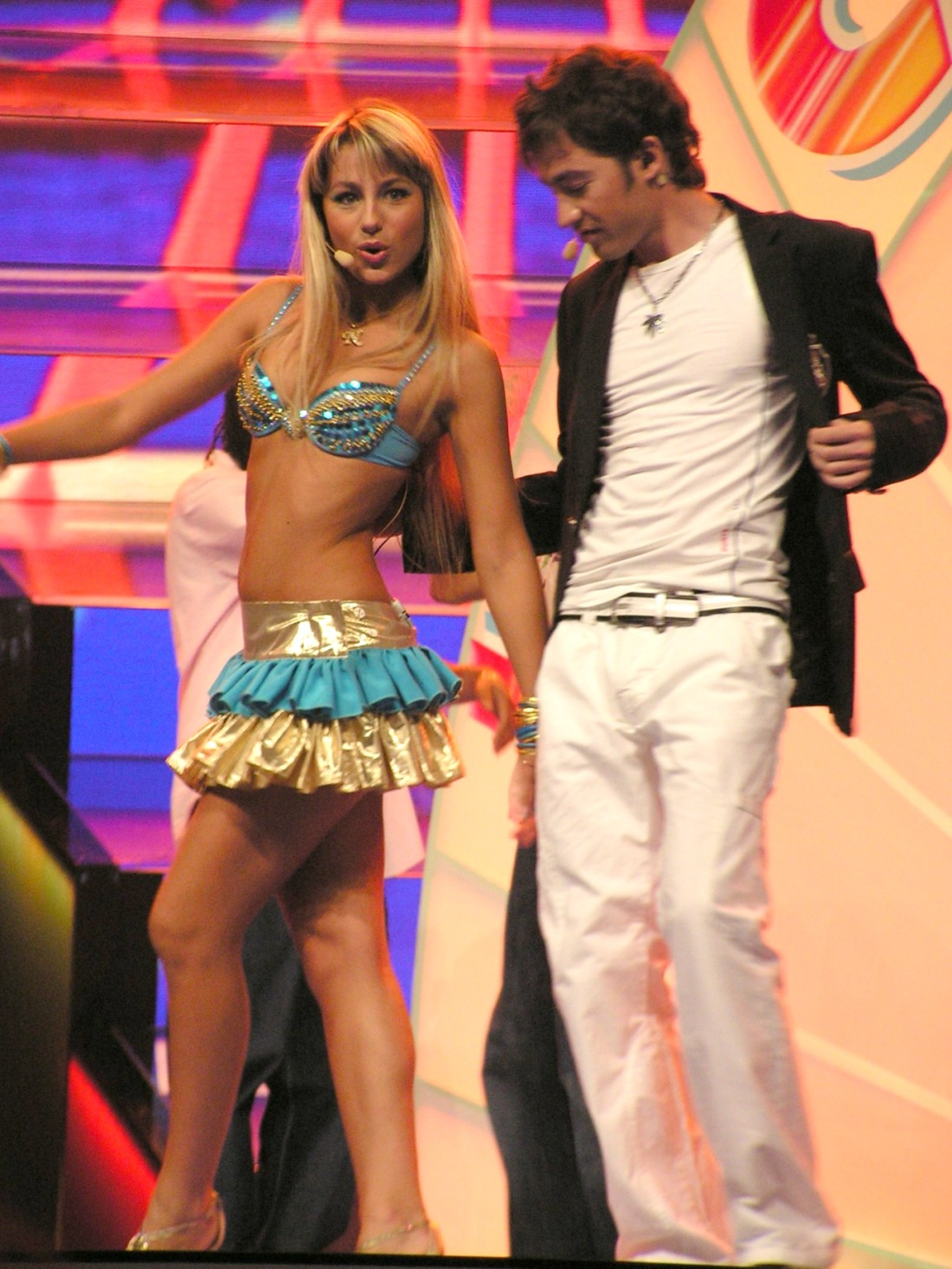
Arsenium och Natalia Gordienko under en repetition inför Eurovision Song Contest 2006.

Arsenie Toderas, som artist Arsenium, är en sångare född 22 juli 1983 i Chișinău, Moldavien. Han var tidigare med i bandet O-Zone och hade med dem en internationellt framgångsrik singel med Dragostea din tei 2003-2004.
Han representerade Moldavien i Eurovision Song Contest 2006 tillsammans med Natalia Gordienko och Connect-R. Deras bidrag hette Loca och slutade på tjugonde plats (av 24 bidrag) med 22 poäng. 

## Diskografi

### Singlar
- Love Me, Love Me (2005) (Tyskland: #33, Frankrike: #36)
- Loca (2006)
- Professional Heartbreakers (2007)
- Wake Up (2008)
- Rumadai (2008) (Tyskland: #32, Tyska danslistan: #1, Österrike: #50)

### Album
- The 33rd Element (2006)
- Rumadai (2008)